# دانيال كوفمان
دانيال كوفمان (بالألمانية: Daniel Kaufmann)‏ هو لاعب كرة قدم ليختنشتاني، ولد في 22 ديسمبر 1990 في ليختنشتاين. شارك مع منتخب ليختنشتاين تحت 21 سنة لكرة القدم ومنتخب ليختنشتاين لكرة القدم. أما مع النوادي، فقد لعب مع نادي فادوتس.

## وصلات خارجية
- دانيال كوفمان على موقع الاتحاد الدولي (مؤرشف)  (الإنجليزية)
- دانيال كوفمان على موقع الاتحاد الأوربي (الإنجليزية)
- دانيال كوفمان على موقع قاعدة بيانات كرة القدم.إي يو (الإنجليزية)
- دانيال كوفمان على موقع ناشيونال فوتبول تيمز (الإنجليزية)
- دانيال كوفمان على موقع Soccerway.com (الإنجليزية)
- دانيال كوفمان على موقع عالم كرة القدم.نت (الإنجليزية)
- دانيال كوفمان على موقع AS.com (الإسبانية)